# Mahiljow
Mahiljow (Wit-Russisch: Магілёў; Russisch: Могилёв, Mogiljov; Pools: Mohylew) is een stad in het oosten van Wit-Rusland, ongeveer 100 kilometer van de grens met Rusland. Het is de hoofdstad van de oblast Mahiljow. Met 365.102 inwoners is het de op twee na grootste stad van Wit-Rusland.

## Geschiedenis

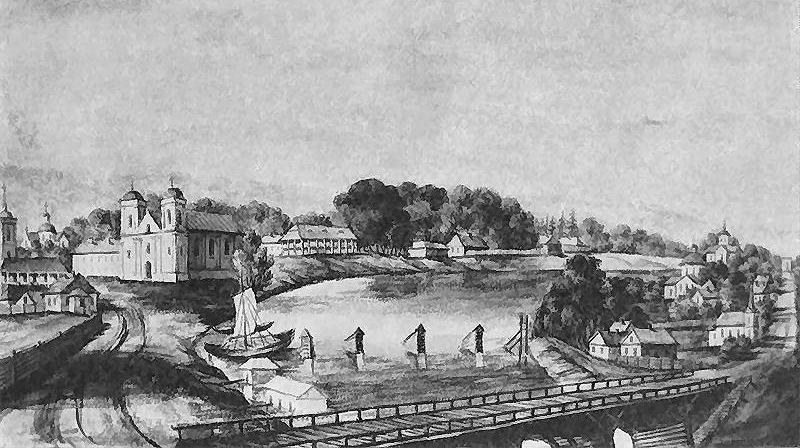
Tekening van Napoleon Orda, 1877

De stad is gesticht in 1267. Sinds de 13e eeuw was Mahiljow deel van Grootvorstendom Litouwen, na de Unie van Lublin en het ontstaan van het Pools-Litouwse Gemenebest hoorde de stad bij de Republiek der Beide Volkeren. De stad kende een glorietijd  door haar gunstige ligging op de kruising van handelsroutes van oost naar west en van noord naar zuid. In 1577 gaf koning Stefanus Báthory de stad stadsrechten. Na de eerste Poolse deling werd de stad onderdeel van het Russische Rijk. In de jaren 1915-1917, gedurende de Eerste Wereldoorlog, was Mahiljow het hoofdkwartier van het Russische leger. In 1918 werd de stad door de Duitsers bezet en gevoegd bij de kortbestaande Wit-Russische Volksrepubliek (BNR). In 1919 werd de stad bezet door het Rode Leger en bij de Wit-Russische SSR gevoegd. In de Tweede Wereldoorlog was de stad tussen 1941 en 1944 in handen van nazi-Duitsland. Sinds Wit-Rusland onafhankelijk is (1991), is Mahiljow een van de belangrijkste steden van het land.

## Economie
Mahiljow is een van de belangrijkste economische en industriële centra van Wit-Rusland. Na de Tweede Wereldoorlog werden er verschillende grote staalfabrieken in de stad gebouwd. De stad huisvest ook fabrieken die auto's, kranen en tractors fabriceren. Er is een binnenhaven aan de Dnjepr en een groot vliegveld.

## Partnersteden
- Gabrovo (Bulgarije)
- Villeurbanne (Frankrijk)

## Geboren in Mahiljow
- Modest Altschuler, dirigent, componist en cellist
- Artyom Chaban, schaatser
- Pjotr Elfimov, zanger
- Andrej Hardzejew, atleet
- Aljona Lanskaja, zangeres
- Leonid Mandelstam, natuurkundige
- Lev Poloegajevski, internationaal grootmeester in de schaaksport
- Anton Prylepau, boogschutter
- Otto Schmidt, wiskundige, astronoom, geoloog en staatsman
- Issai Schur, wiskundige
- Jevgenia Vorobjova, schaatsster